# Crnogorska srednjovjekovna književnost
Crnogorska srednjovjekovna književnost obuhvaća razdoblje crnogorske književnosti od početka pismenosti pa do konca 15. st. i propasti Crnojevića države.

### Opći kontekst
U Duklji u 9.st. su u uporabi bili latinica, glagoljica, ćirilica i grčko pismo. Najranija dukljanska pismenost sačuvana je u fragmentima darovateljskih i nadgrobnih natpisa na latinskome jeziku. Tijekom 13. st. došlo je do dominantne uporabe starocrkvenoslavenskoga jezika i ćirilice.

### Dukljanska pismenost 9. – 12. stoljeće
- Ljetopis popa Dukljanina
- Miroslavljevo jevanđelje

Od sredine 9. stoljeća na teritoriju suvremenog crnogorskog primorskog pojasa utemeljuje se veliki broj benediktinskih samostana. Dok su tragovi latinske i grčke pismenosti dukljanskoga perioda djelomično očuvani, o pismenosti na slavenskome jeziku postoje samo posredna svjedočanstva. 
Pretpostavka je da se u dukljanskoj državi početkom 11. st. glagoljska pismenost mogla razviti pod utjecajem snažnoga centra slavenske pismenosti u Ohridu. 
Uz Skadarsko jezero razvija se književna djelatnost. Centar te djelatnosti bio je dvor i crkveno središte Prečista Krajinska.
Na osnovu sačuvane rukopisne građe sa sigurnošću se može utvrditi da je poslije pada Dukljanskoga kraljevstva pod vlast Srbije, tijekom 13. st. došlo do dominantne uporabe starocrkvenoslavenskoga jezika i ćirilice. 
Važniji starocrnogorski književni spomenici iz toga razdoblja: 
- Andreacijeva povelja, iz početka 9.st.;

- Barski epitafi, 9.st., pisani u leoninskim heksametrima;

- Legenda o Vladimiru i Kosari, iz 11.st., hagiografski zapis nepoznatog Zećanina, djelomično objavljen u glavi XXXVI kronike Ljetopis popa Dukljanina;

- Povelje dukljanskih vladara,  akti dukljanskih kraljeva i plemstva 11. i 12. st.

- Ljetopis popa Dukljanina, vjerojatno s konca 12. st.

- Miroslavljevo jevanđelje, kojeg je s konca 12. st. za crkvu u Bijelome Polju prepisao Varsameleons a manjim dijelom dopunio Grigorije Dijak.

### Ćirilični spomenici pismenosti 13. – 15. stoljeće
Glagoljicu će u do konca 13. st.potpunosti potisnuti ćirilica. U tom se razdoblju razvijaZetska (crnogorska) redakcija starocrkvenoslavenskoga jezika. Najznačajniji predstavnik te redakcije Miroslavljevo jevanđelje, nastalog vjerojatno u i u skriptorijima Kotora i Bijeloga Polja, a izradila su ga dva pisara – Zećanin Varsameleon, koji je napisao glavninu djela, te Rašanin Gligorije, pisar posljednje dvije stranice. 
Širenje ćirilice se neće prekinuti ni nakon što su se Balšići, poglavari Zetske države, osamostalili od Srpskoga Carstva a 1360-ih zakratko preobratili u katoličku vjeru.
U 15. st. u pravoslavnim crkvama na otocima i obalama Skadarskoga jezera veliki broj svećenika radio je na prepisivanju i iluminacijama crkvenih knjiga. 
Stoga je pojava crnogorske tiskare prirodna posljedica te razvijene prepisivačke književne djelatnosti. 
Važniji starocrnogorski književni spomenici iz toga razdoblja: 
- Ilovačka krmčija, crkveno-pravni zbornik priređen 1262. za zetskog episkopa Neofita priređen.

- Zbornik popa Vasilija zvanog Dragolja, iz druge polovice 13. st s preradom traktata protiv bogumila.

- Gorički zbornik, iz 1441. – 1442., sadrži prepisku u duhu bizantskog književnog nasljeđa Jelene Balšić i teologa Nikona Jeruzalimca s otoka na Skadarskom jezeru.

- Oktoih prvoglasnik iz 1494. godine, djelo jeromonaha Makarija od Crne Gore, najpoznatiji od još četiri inkunabule iz Crnojevića tiskare na Cetinju. Oktoih prvoglasnik ima 269 listova veličine 254 x 186 mm. Do danas je sačuvano 105 primjeraka. U predgovoru se Oktoiha prvoglasnika veli (citat izvorno, crnogorski): "Poveljenijem gospodina Đurđa Crnojevića, ja Hristu rab svještenik Makarije, rukodjelisah sije pri vaseosvještenom mitropolitu kir Vavili".

## Vanjske poveznice
- Institut za crnogorski jezik i književnost: Pregled povijesti crnogorske književnosti  Arhivirana inačica izvorne stranice od 8. travnja 2013. (Wayback Machine)